# Pantalones churidar

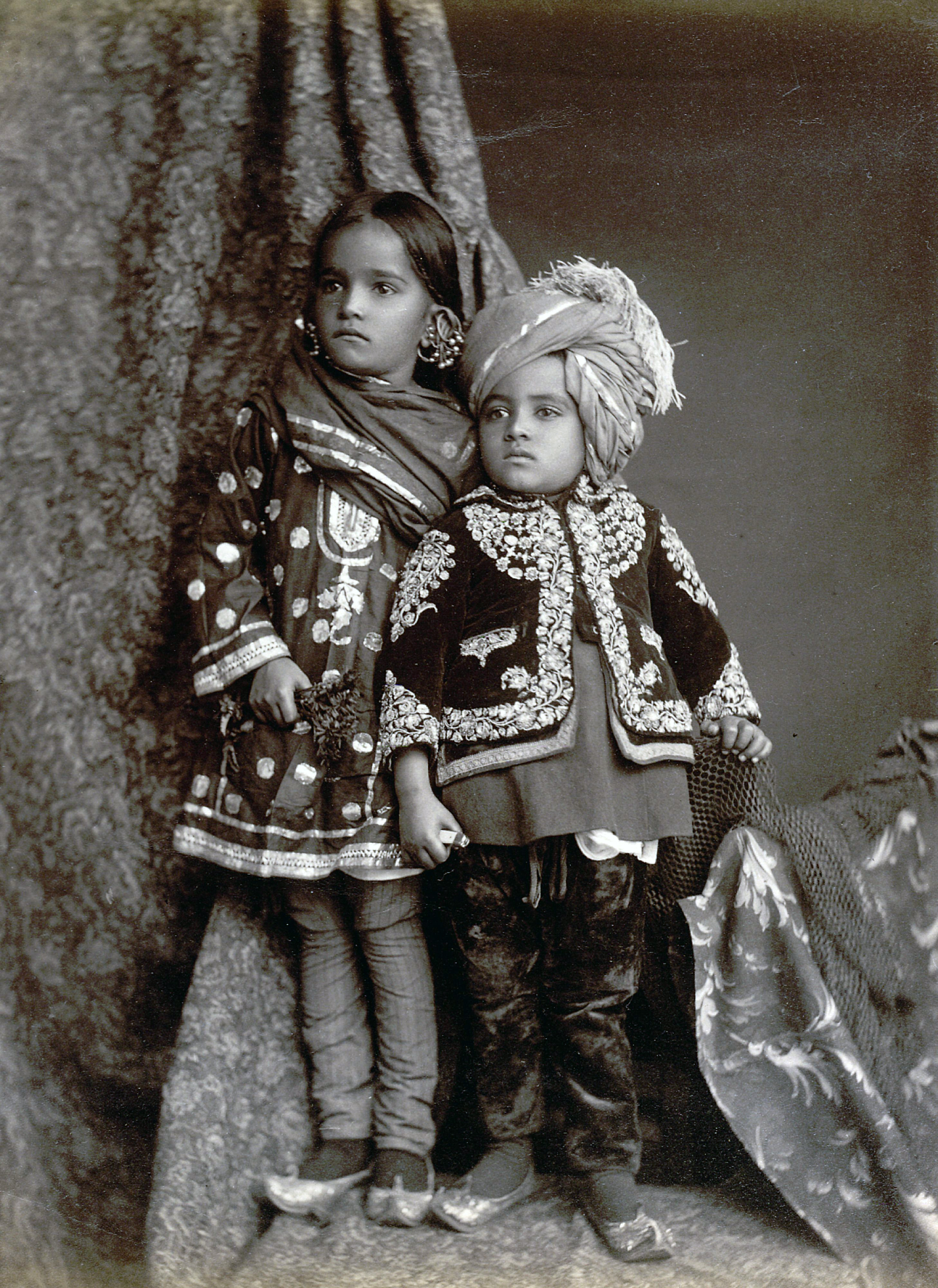
Retrato fotográfico de la década de 1890, de un niño y una niña de Cachemira elegantemente vestidos, llevando pantalones churidar.

Los pantalones churidar son pantalones tradicionales que utilizan los hombres y las mujeres en el subcontinente indio y Asia Central. Se trata de una variante de los pantalones salwar comunes. 
Los salwar son rectos y se van estrechando más hacia los tobillos. Los pantalones churidar tienen las perneras totalmente ajustadas, revelando los contornos de la pierna. Se cortan generalmente al bies (en un ángulo de 45°) que los hace naturalmente elásticos. El estiramiento es importante al ser los pantalones tan ajustados. También se cortan con una largura mayor que la de la pierna y acaban con un puño cerrado firmemente abotonado en el tobillo. El exceso de longitud hace que el pantalón descienda en forma de pliegues que aparecen como un sistema de brazaletes que descansan en el tobillo (de ahí churidar; churi: brazalete, dar: como). Cuando el portador se sienta, el material adicional es lo que permite doblar las piernas fácilmente y sentarse confortablemente. La palabra “churidar” es hindi y se adaptó al inglés solamente en el siglo XX. 
El churidar es llevado generalmente con un kameez (una túnica, camisa recta) por mujeres o una kurta (una camisa suelta) por los hombres, o puede formar parte de un conjunto de blusa y falda, como se ve en la ilustración del siglo XIX, en que las mujeres usan churidar con un corpiño y una sobrefalda larga y transparente. Las bailarinas de Kathak de la India septentrional, cuando se visten tradicionalmente, todavía llevan churidar con una falda amplia y una blusa ajustada; cuando las bailarinas giran, los contornos de las piernas pueden ser apreciados, como se puede ver en muchas películas de Bollywood que incluyen baile Kathak.

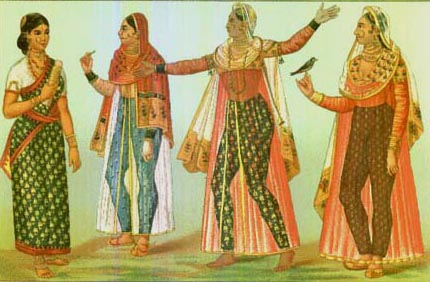
Mujeres indias, ilustración del.